# BRDC International Trophy 1976
Il BRDC International Trophy 1976 (XXVIII BRDC Graham Hill International Trophy, Sponsored by Marlboro and Embassy)
fu una gara di Formula 1 non valida per il campionato del mondo che si disputò l'11 aprile 1976 sul Circuito di Silverstone.
La gara venne vinta da James Hunt su McLaren. Il pilota inglese fece segnare anche il giro più veloce e partì in pole position. Per Hunt fa la terza vittoria in una gara non iridata, dopo la vittoria, sempre nell'International Trophy nel 1974, e quella alla Race of Champions, corsa circa un mese prima.

## Vigilia

### Aspetti tecnici

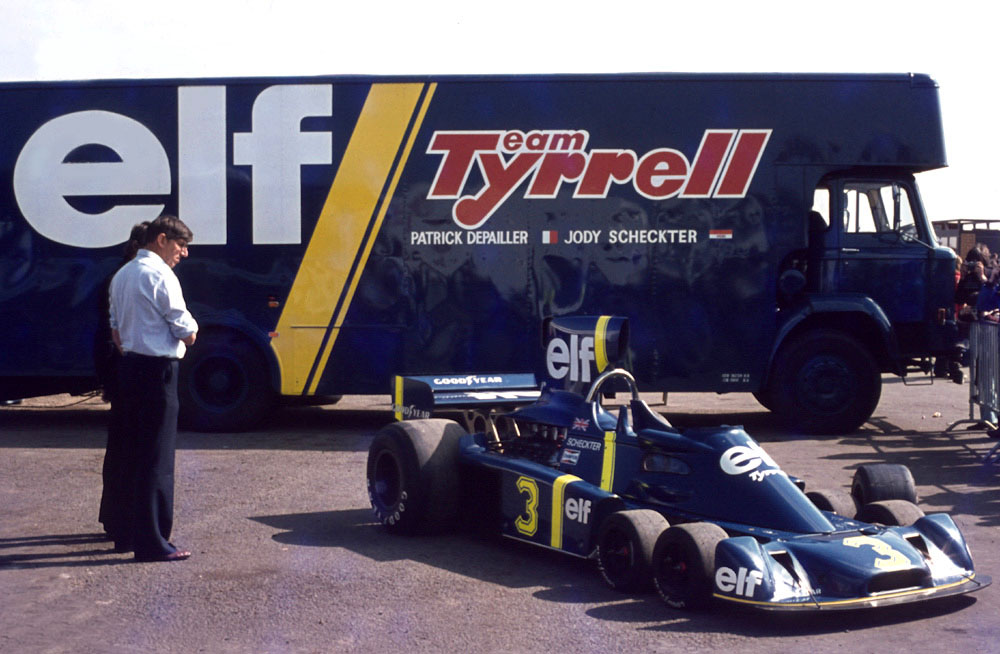
L'innovativa Tyrrell P34 a sei ruote, portata al debutto in prova.

La gara fu l'ultima prima dell'introduzione del nuovo regolamento tecnico per il 1976. La Tyrrell presentò, ma solo in prova, il rivoluzionario modello P34 a sei ruote.

### Aspetti sportivi
La gara venne intitolata a Graham Hill, pilota inglese, campione del mondo di Formula 1 nel 1962 e nel 1968, scomparso il 25 novembre 1975 in un incidente aereo, assieme ad alcuni componenti della sua scuderia (la Embassy Hill), tra cui il pilota Tony Brise.
L'evento posizionò nel calendario dopo il Gran Premio di Long Beach e prima quello di Spagna, prima prova iridata europea della stagione.

## Piloti e team

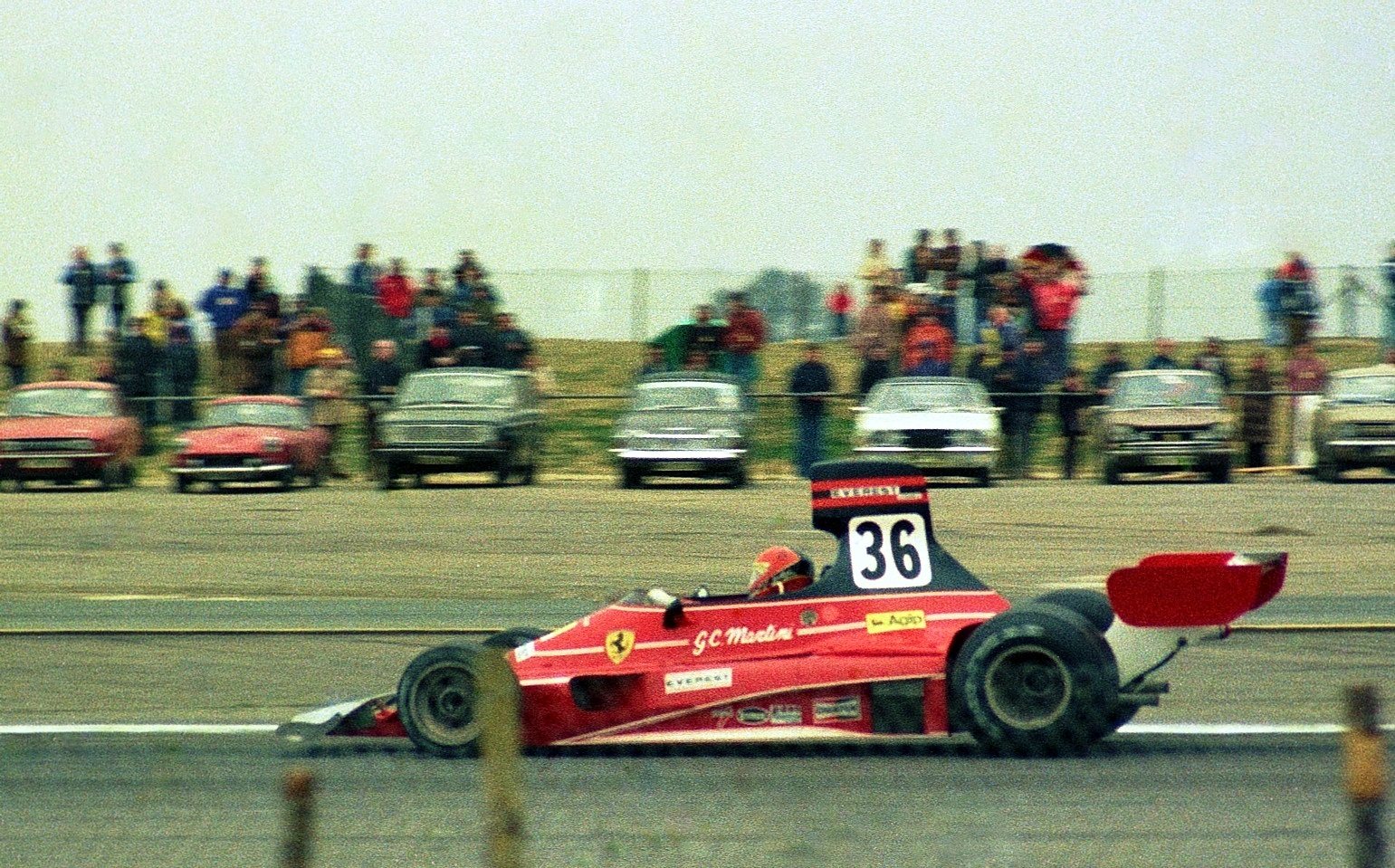
La Ferrari 312 T privata della Scuderia Everest, portata in gara da Giancarlo Martini.

Non partecipò alla gara la Scuderia Ferrari, a causa di uno sciopero aereo, anche se una Ferrari clienti venne iscritta dalla Scuderia Everest. La Wolf Williams affiancò a Ickx Mario Andretti, impegnato a inizio stagione con la Lotus e la Parnelli, e in procinto di ritornare alla Lotus. Guy Edwards, che mancava in F1 dal Gran Premio di Germania 1974 trovò un volante con la Hesketh. La Lotus iscrisse sia Evans che Nilsson, ma non approntò in tempo la vettura del pilota inglese, per la quale era già stata decisa la sostituzione con Andretti dal GP di Spagna. La RAM iscrisse tre vetture (sempre modelli vecchi della Brabham): oltre a Kessel e Nève vi era anche Damien Magee che aveva disputato il Gran Premio di Svezia 1975 con la Williams. Si iscrisse anche Brian McGuire, già presente nel BRDC International Trophy 1974, affrontato con una vettura di F5000. L'australiano utilizzò in questo caso una Williams FW04.
I seguenti piloti e costruttori vennero iscritti alla gara:
| Team                                          | Telaio                      | Gomme | Nr. | Pilota             |
| --------------------------------------------- | --------------------------- | ----- | --- | ------------------ |
| Elf Team Tyrrell                              | Tyrrell 007-Ford Cosworth   | G     | 3   | Jody Scheckter     |
| John Player Team Lotus                        | Lotus 77-Ford Cosworth      | G     | 5   | Gunnar Nilsson     |
| Motor Racing Developments                     | Brabham BT45-Alfa Romeo     | G     | 8   | Carlos Pace        |
| Beta Team March                               | March 761-Ford Cosworth     | G     | 9   | Vittorio Brambilla |
| Texaco Marlboro Team Texaco                   | McLaren M23-Ford Cosworth   | G     | 11  | James Hunt         |
| Shadow Racing Team                            | Shadow DN5-Ford Cosworth    | G     | 16  | Tom Pryce          |
| Shadow Racing Team                            | Shadow DN5-Ford Cosworth    | G     | 17  | Jean-Pierre Jarier |
| Team Surtees                                  | Surtees TS19-Ford Cosworth  | G     | 18  | Brett Lunger       |
| Team Surtees                                  | Surtees TS19-Ford Cosworth  | G     | 19  | Alan Jones         |
| Walter Wolf Racing Frank Williams Racing Cars | Hesketh 308C-Ford Cosworth  | G     | 20  | Jacky Ickx         |
| Walter Wolf Racing Frank Williams Racing Cars | Williams FW05-Ford Cosworth | G     | 21  | Mario Andretti     |
| Team Ensign                                   | Ensign N174-Ford Cosworth   | G     | 22  | Chris Amon         |
| Hesketh Racing                                | Hesketh 308D-Ford Cosworth  | G     | 24  | Guy Edwards        |
| RAM Racing                                    | Brabham BT44-Ford Cosworth  | G     | 32  | Patrick Nève       |
| RAM Racing                                    | Brabham BT44-Ford Cosworth  | G     | 33  | Loris Kessel       |
| RAM Racing                                    | Brabham BT42-Ford Cosworth  | G     | 40  | Damien Magee       |
| Scuderia Everest                              | Ferrari 312 T               | G     | 36  | Giancarlo Martini  |
| Brian McGuire                                 | Williams FW04-Ford Cosworth | G     | 41  | Brian McGuire      |

## Qualifiche

### Resoconto
La pole venne fatta segnare da James Hunt, che precedette Vittorio Brambilla e Tom Pryce. Brett Lunger distrusse la sua vettura durante le prove, senza poterle così completare né partecipare alla gara. Scheckter, dopo aver testato la P34, preferì proseguire con la vecchia Tyrrell 007, chiudendo quinto. Il tempo ottenuto da Hunt era di ben tre secondi inferiore a quello fatto segnare da Clay Regazzoni, poleman nel Gran Premio di Gran Bretagna 1975, corso sullo stesso tracciato.

### Risultati
Nella sessione di qualifica si è avuta questa situazione:
| Pos | Nº | Pilota             | Costruttore                 | Tempo   | Griglia |
| --- | -- | ------------------ | --------------------------- | ------- | ------- |
| 1   | 11 | James Hunt         | McLaren-Ford Cosworth       | 1'17"91 | 1       |
| 2   | 9  | Vittorio Brambilla | March-Ford Cosworth         | 1'18"76 | 2       |
| 3   | 16 | Tom Pryce          | Shadow-Ford Cosworth        | 1'19"20 | 3       |
| 4   | 5  | Gunnar Nilsson     | Lotus-Ford Cosworth         | 1'19"41 | 4       |
| 5   | 3  | Jody Scheckter     | Tyrrell-Ford Cosworth       | 1'19"70 | 5       |
| 6   | 17 | Jean-Pierre Jarier | Shadow-Ford Cosworth        | 1'19"80 | 17      |
| 7   | 19 | Alan Jones         | Surtees-Ford Cosworth       | 1'20"12 | 7       |
| 8   | 8  | Carlos Pace        | Brabham-Alfa Romeo          | 1'20"24 | 8       |
| 9   | 21 | Mario Andretti     | Wolf Williams-Ford Cosworth | 1'20"25 | 9       |
| 10  | 36 | Giancarlo Martini  | Ferrari                     | 1'20"28 | 10      |
| 11  | 32 | Patrick Nève       | Brabham-Ford Cosworth       | 1'20"38 | 11      |
| 12  | 33 | Loris Kessel       | Brabham-Ford Cosworth       | 1'20"48 | 12      |
| 13  | 22 | Chris Amon         | Ensign-Ford Cosworth        | 1'21"14 | NP      |
| 14  | 40 | Damien Magee       | Brabham-Ford Cosworth       | 1'21"32 | 13      |
| 15  | 20 | Jacky Ickx         | Hesketh-Ford Cosworth       | 1'21"45 | 14      |
| 16  | 18 | Brett Lunger       | Surtees-Ford Cosworth       | 1'21"57 | NP      |
| 17  | 24 | Guy Edwards        | Hesketh-Ford Cosworth       | 1'22"28 | 15      |
| 18  | 41 | Brian McGuire      | Williams-Ford Cosworth      | 1'22"65 | 16      |

## Gara

### Resoconto

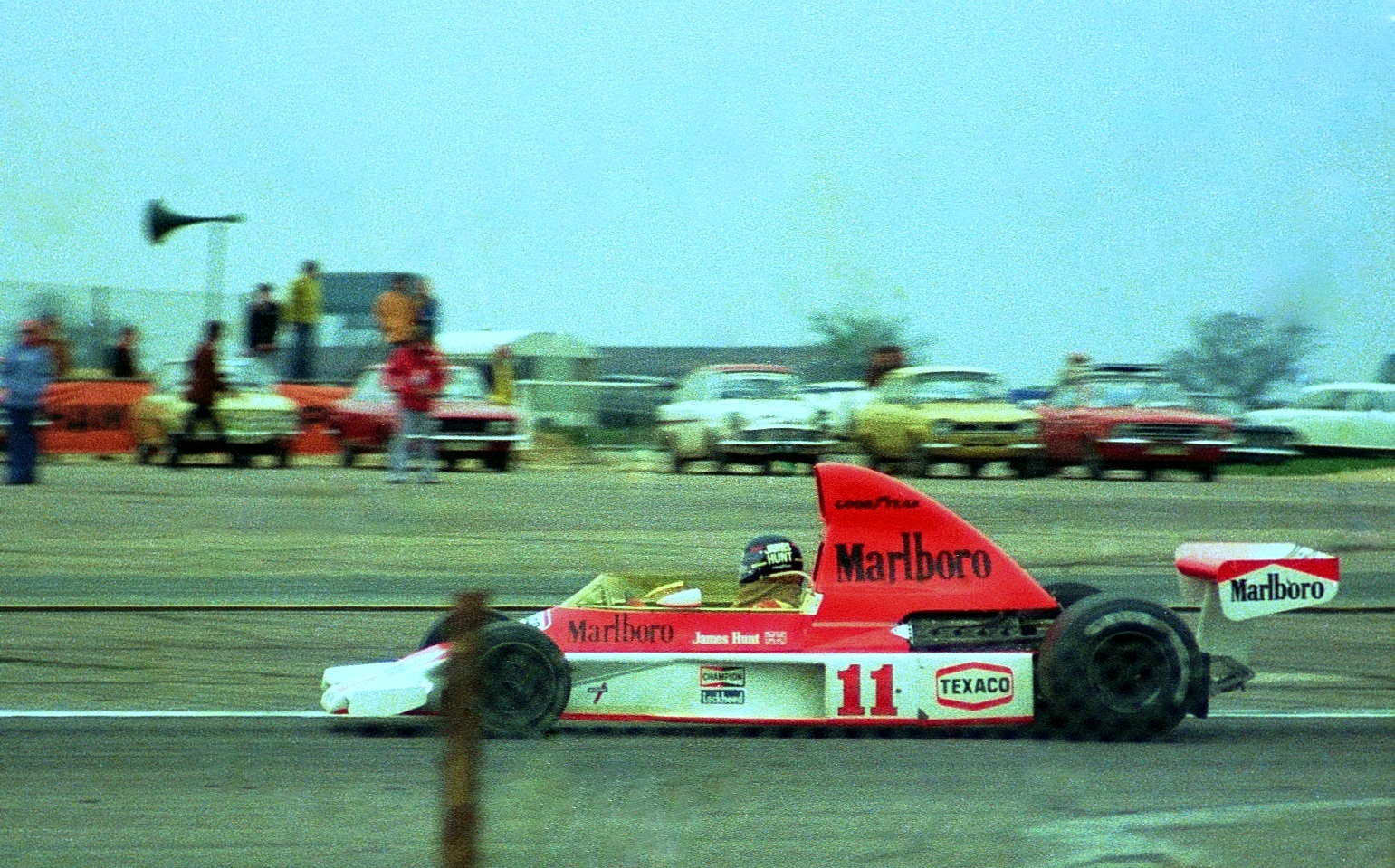
James Hunt, autore di un hat trick con la sua McLaren M23.

Alla partenza James Hunt tenne la testa del plotone, seguito da Vittorio Brambilla e Jody Scheckter. I primi due diedero vita un intenso duello. Nelle retrovie intanto il duo della Shadow, composto da Tom Pryce e Jean-Pierre Jarier si avvicinò a Scheckter. Anche Gunnar Nilsson recuperò diverse posizioni, portandosi all'inseguimento dei deu della Shadow.
La lotta per il primo posto si interruppe di fatto quando, al giro 24, Brambilla rovinò uno pneumatico in un tentativo di doppiaggio. Al 32º giro la direzione gara fece esporre la bandiera nera con disco arancio ed il numero 41 per imporre il rientro immediato ai box di Brian McGuire che aveva appena rotto il cambio, con lo spargimento di olio sulla pista.
Vinse Hunt, con un certo margine su Brambilla e Scheckter.

### Risultati
I risultati del gran premio sono i seguenti:
| Pos | No | Pilota             | Team               | Giri | Tempo/Ritiro    | Griglia |
| --- | -- | ------------------ | ------------------ | ---- | --------------- | ------- |
| 1   | 11 | James Hunt         | McLaren-Ford       | 40   | 53'04"57        | 1       |
| 2   | 9  | Vittorio Brambilla | March-Ford         | 40   | + 11"24         | 2       |
| 3   | 3  | Jody Scheckter     | Tyrrell-Ford       | 40   | + 37"37         | 5       |
| 4   | 16 | Tom Pryce          | Shadow-Ford        | 40   | + 42"66         | 3       |
| 5   | 17 | Jean-Pierre Jarier | Shadow-Ford        | 40   | + 43"62         | 6       |
| 6   | 6  | Gunnar Nilsson     | Lotus-Ford         | 40   | + 43"99         | 4       |
| 7   | 21 | Mario Andretti     | Wolf Williams-Ford | 40   | + 1'10"71       | 9       |
| 8   | 19 | Alan Jones         | Surtees-Ford       | 40   | + 1'28"71       | 7       |
| 9   | 8  | Carlos Pace        | Brabham-Alfa Romeo | 39   | +1 Giro         | 8       |
| 10  | 36 | Giancarlo Martini  | Ferrari            | 39   | +1 Giro         | 10      |
| 11  | 32 | Patrick Nève       | Brabham-Ford       | 39   | +1 Giro         | 11      |
| 12  | 33 | Loris Kessel       | Brabham-Ford       | 39   | +1 Giro         | 12      |
| SQ  | 41 | Brian McGuire      | Williams-Ford      | 31   | Perdita d'olio  | 16      |
| Rit | 24 | Guy Edwards        | Hesketh-Ford       | 18   | Scarico         | 15      |
| Rit | 20 | Jacky Ickx         | Hesketh-Ford       | 21   | Leva del cambio | 14      |
| Rit | 40 | Damien Magee       | Brabham-Ford       | 24   | Motore          | 13      |
| NP  | 22 | Chris Amon         | Ensign-Ford        |      | Motore          |         |
| NP  | 18 | Brett Lunger       | Surtees-Ford       |      | Ferito          |         |